# Brett Dier
Brett Jordan Dier (London, 14 febbraio 1990) è un attore canadese.
È noto per il ruolo di Michael Cordero nella serie televisiva Jane the Virgin.

## Biografia
Nato e cresciuto in Canada, appassionato di Taekwondo, musica e breakdance, inizia nel mondo dello spettacolo con ruoli minori a partire dal 2006. Nel 2008, interpreta Clark Kent nell'universo alternativo di un episodio della serie Smallville. Nel 2013, ottiene il suo primo ruolo da protagonista nella serie Ravenswood, spin-off di Pretty Little Liars, nei panni di Luke Matheson, recitando al fianco di Tyler Blackburn, Nicole Anderson e Merritt Patterson. La serie, tuttavia, viene cancellata dopo soli 10 episodi a causa dei bassi ascolti. Nel 2014, invece, ottiene il ruolo del detective Michael Cordero nella serie Jane the Virgin.

## Vita privata
L'attore è stato legato sentimentalmente all'attrice Haley Lu Richardson.

## Filmografia

### Cinema
- Battle in Seattle - Nessuno li può fermare (Battle in Seattle), regia di Stuart Townsend (2007)
- Dear Mr. Gacy, regia di Svetozar Ristovski (2010)
- Diario di una schiappa (Diary of a Wimpy Kid), regia di Thor Freudenthal (2010)
- The Wedding Chapel, regia di Vanessa Parise (2013)
- Grace - Posseduta (Grace - The Possession), regia di Jeff Chan (2014)
- Exeter,  regia di Marcus Nispel (2015)
- Snapshots, regia di Melanie Mayron (2018)
- The New Romantic, regia di Carly Stone (2018)
- Genèse, regia di Philippe Lesage (2018)
- After Yang, regia di Kogonada (2021)
- Fresh, regia di Mimi Cave (2022)

### Televisione
- Family in Hiding, regia di Timothy Bond – film TV (2006)
- The Secrets of Comfort House, regia di Timothy Bond – film TV (2006)
- Seventeen and Missing, regia di Paul Schneider – film TV (2007)
- Kaya – serie TV, episodio 1x05 (2007)
- Aliens in America – serie TV, episodio 1x09 (2007)
- Smallville – serie TV, episodio 7x18 (2008)
- Fear Itself – serie TV, episodio 1x08 (2008)
- Every Second Counts, regia di John Bradshaw – film TV (2008)
- The Troop – serie TV, episodio 1x02 (2009)
- Phantom Racer, regia di Terry Ingram – film TV (2009)
- Meteor Storm, regia di Tibor Takács – film TV (2010)
- Goblin, regia di Jeffery Scott – film TV (2010)
- Made... The Movie, regia di Samir Rehem – film TV (2010)
- Supernatural – serie TV, episodio 5x17 (2010)
- V – serie TV, episodio 1x07 (2010)
- Goodnight for Justice, regia di Jason Priestley – film TV (2011)
- Shattered – serie TV, episodio 1x10 (2011)
- Endgame – serie TV, episodio 1x08 (2011)
- Flashpoint – serie TV, episodio 4x03 (2011)
- Mega Cyclone, regia di Sheldon Wilson – film TV (2011)
- Professor Young (Mr. Young) – serie TV, 7 episodi (2011-2013)
- Ghost Storm, regia di Paul Ziller – film TV (2012)
- Blackstone – serie TV, episodio 2x06 (2012)
- The Secret Circle – serie TV, episodio 1x18 (2012)
- The L.A. Complex – serie TV, 7 episodi (2012)
- Emily Owens, M.D. – serie TV, episodio 1x10 (2013)
- Bomb Girls – serie TV, 4 episodi (2013)
- Pretty Little Liars – serie TV, episodio 4x13 (2013)
- Ravenswood – serie TV, 10 episodi (2013-2014)
- Verità mortali (The Hazing Secret), regia di Jonathan Wright – film TV (2014)
- Poker Night, regia di Greg Francis – film TV (2014)
- Jane the Virgin – serie TV, 65 episodi (2014-2019)
- Backstrom – serie TV, episodio 1x01 (2015)
- History of Them, regia di Pamela Fryman – film TV (2018)
- Schooled – serie TV, 23 episodi (2019-in corso)

### Doppiatore
- Barbie e le scarpette rosa (Barbie in the Pink Shoes), regia di Owen Hurley (2013)
- Mighty Mighty Monsters in Halloween Havoc, regia di Adam Wood – film TV (2013)
- Mighty Mighty Monsters in New Fears Eve, regia di Adam Wood – film TV (2013)

## Doppiatori italiani
Nelle versioni in italiano delle opere in cui ha recitato, Brett Dier è stato doppiato da:
- Dimitri Winter in Jane the Virgin, Fresh
- Davide Albano in Grace - Posseduta, After Yang
- Andrea Mete in Smallville
- Daniele Raffaeli in Supernatural
- Ruggero Andreozzi in Professor Young
- Flavio Aquilone in Fear Itself
- Federico Viola in Papà scatenato